# 500-km-Rennen von Imola 1976

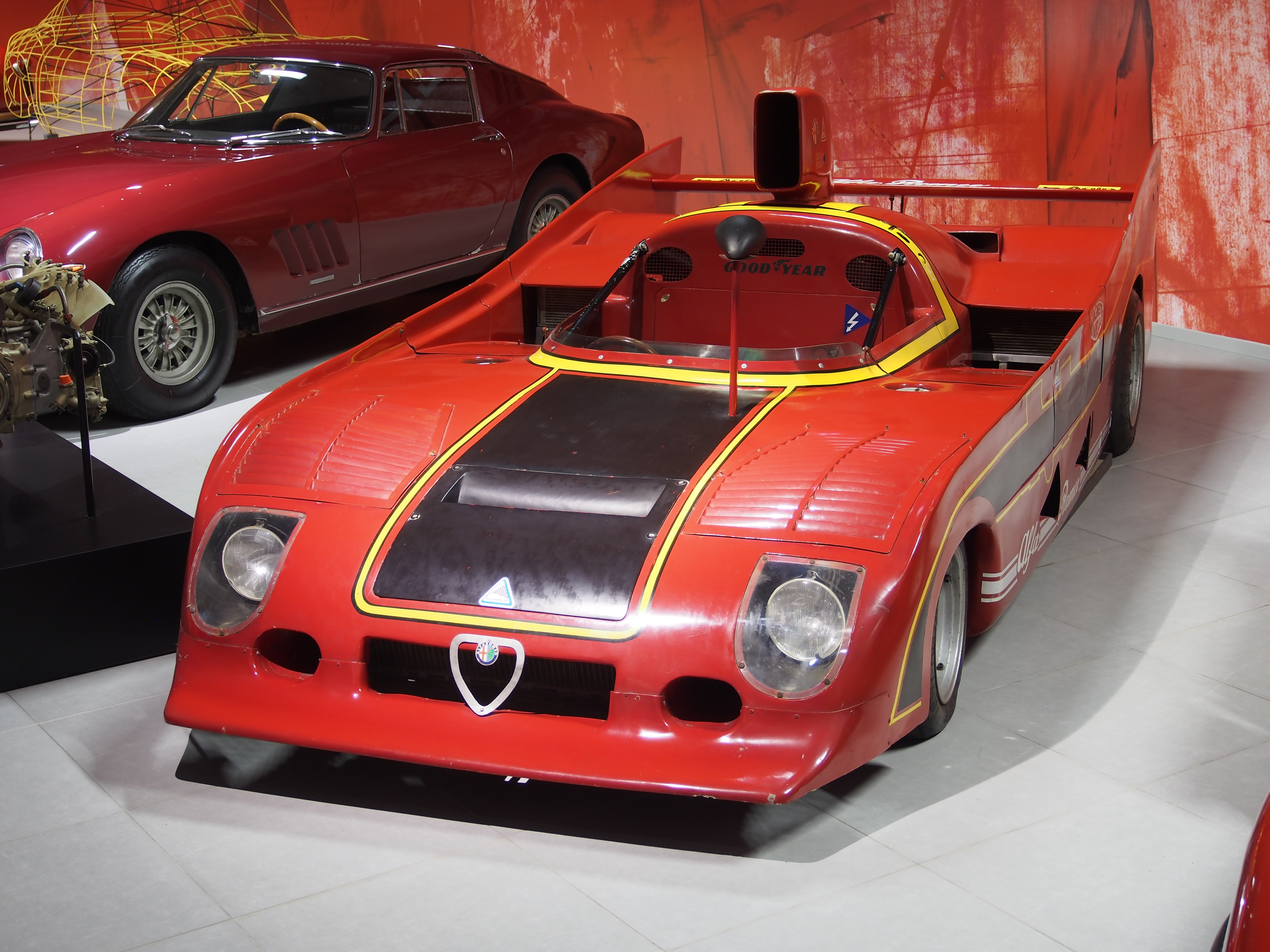
Renndebüt des Alfa Romeo T33/SC/12

Das 500-km-Rennen von Imola 1976, auch Trofeo Ignazio Giunti, Imola 500 Kilometres, fand am 23. Mai auf dem Autodromo Enzo e Dino Ferrari statt und war der sechste Wertungslauf der Sportwagen-Weltmeisterschaft dieses Jahres. Benannt war das Rennen nach dem italienischen Ferrari-Werksfahrer Ignazio Giunti, der beim 1000-km-Rennen von Buenos Aires 1971 tödlich verunglückte.

## Das Rennen
Mit dem Alfa Romeo T33/SC/12 kehrte Alfa Romeo 1976 werkseitig in die Sportwagen-Weltmeisterschaft zurück. Dadurch erhielt das Porsche-Werksteam einen weiteren Gegner. Schnellster im Qualifikationstraining war aber weder ein Porsche- noch ein Alfa-Romeo-Pilot, sondern Jean-Pierre Jarier im Alpine-Renault A442 vor Teamkollegen Jody Scheckter. Im Rennen fielen beide Alpine nach Motorschäden aus, sodass der Sieg erneut an Porsche ging. Jochen Mass und Jacky Ickx gewannen im Porsche 936 nach drei Stunden Fahrzeit vor dem Alfa Romeo von Vittorio Brambilla und Arturo Merzario.

## Ergebnisse

### Schlussklassement
| 1                  | S 3.0 | 7  | Martini Racing             | Jochen Mass Jacky Ickx                                           | Porsche 936          | 100 |
| 2                  | S 3.0 | 1  | Autodelta SpA              | Vittorio Brambilla Arturo Merzario                               | Alfa Romeo T33/SC/12 | 96  |
| 3                  | S 3.0 | 5  | Joest Racing               | Horst Godel Jürgen Barth Reinhold Joest                          | Porsche 908/3        | 94  |
| 4                  | S 2.0 | 30 | Torino Corse               | Roby Filannino Ermanno Pettiti                                   | Osella PA4           | 93  |
| 5                  | S 2.0 | 23 | Ateneo                     | Eugenio Renna Armando Floridia                                   | Osella PA4           | 92  |
| 6                  | S 2.0 | 38 | Dorset Racing Associates   | Ian Bracey Tony Birchenhough                                     | Lola T294S           | 91  |
| 7                  | S 2.0 | 31 | Torino Corse               | Danilo Tesini Marco Crosina                                      | Osella PA4           | 90  |
| 8                  | S 2.0 | 40 | Sesto Corse                | Carlo Franchi Stanislao Sterzel                                  | March 75S            | 89  |
| 9                  | S 3.0 | 9  | Aequator Cottages          | Teodoro Zeccoli                                                  | Alfa Romeo T33/TT/3  | 88  |
| 10                 | S 2.0 | 22 | Racing Organisation Course | François Sérvanin Laurent Ferrier                                | Chevron B36          | 86  |
| 11                 | S 1.6 | 67 | Mendola                    | Arcadio Pezzali Giuseppe Ranzolin                                | Chevron B23          | 85  |
| 12                 | S 1.6 | 62 | Rododendri                 | Luigi Pozzo Franco Milano                                        | Osella PA3           | 84  |
| 13                 | S 2.0 | 33 | Torino Corse               | Spartaco Dini Giovanni Anzeloni                                  | Osella PA4           | 82  |
| 14                 | S 1.3 | 78 | Nord-Ovest                 | Pasquale Anastasio Giuseppe Tambone                              | Chevron B26          | 82  |
| 15                 | S 3.0 | 2  | Renault-Sport              | Jean-Pierre Jarier Jacques Laffite                               | Alpine-Renault A442  | 74  |
| 16                 | S 3.0 | 4  | Joest Racing               | Reinhold Joest Ernst Kraus                                       | Porsche 908/4        | 71  |
| Nicht klassiert    |       |    |                            |                                                                  |                      |     |
| 17                 | S 3.0 | 10 | Sports Car Team of Austria | Eberhard Braun                                                   | KMW SP30             | 67  |
| 18                 | S 1.6 | 60 | Marcello Gallo             | Marcello Gallo                                                   | Chevron B23          | 64  |
| 19                 | S 1.6 | 63 | „Tore“                     | Gianfranco Trombetti                                             | Osella PA3           | 64  |
| Ausgefallen        |       |    |                            |                                                                  |                      |     |
| 20                 | S 3.0 | 12 | John Blanckley             | Manrico Zanuso                                                   | Chevron B31          | 52  |
| 21                 | S 2.0 | 25 | PP Sauber Racing           | Herbert Müller Rodolfo Cescato                                   | Sauber C5            | 39  |
| 22                 | S 1.3 | 76 | Mendola                    | Alessandro Guidetti Fabio Siliprandi                             | Dallara 1300 cmc     | 28  |
| 23                 | S 2.0 | 34 | Giuseppe Piazzi            | Giuseppe Piazzi Sandro Cinotti                                   | Chevron B36          | 21  |
| 24                 | S 2.0 | 37 | Dorset Racing Associates   | Claude Crespin Simon Phillips                                    | Lola T294S           | 20  |
| 25                 | S 2.0 | 21 | Gianfranco Palazzoli       | Duilio Truffo Gianfranco Palazzoli                               | Osella PA4           | 19  |
| 26                 | S 2.0 | 39 | Aretusa                    | „King“                                                           | March 75S            | 18  |
| 27                 | S 1.6 | 64 | San Marco                  | Ubaldo Smittarello Giuseppe Bottura                              | Osella PA3           | 10  |
| 28                 | S 3.0 | 6  | Nettuno                    | Mario Casoni Marco Capoferri                                     | Lola T380            | 6   |
| 29                 | S 3.0 | 3  | Renault Sport              | Jody Scheckter Henri Pescarolo                                   | Alpine-Renault A442  | 3   |
| Nicht gestartet    |       |    |                            |                                                                  |                      |     |
| 30                 | S 3.0 | 11 | Sports Car Team of Austria | Axel Ahrens Eberhard Braun                                       | KMW SP30             | 1   |
| 31                 | S 2.0 | 24 | Nettuno                    | Claudio Francisci Giancarlo Naddeo                               | Alpine A441          | 2   |
| 32                 | S 3.0 | T  | Renault Sport              | Jody Scheckter Henri Pescarolo Jean-Pierre Jarier Jacques Laffit | Alpine-Renault A442  | 3   |
| Nicht qualifiziert |       |    |                            |                                                                  |                      |     |
| 33                 | S 2.0 | 29 | Jolly Club                 | Giorgio Pianta Anna Cambiaghi                                    | Osella PA2           | 4   |
| 34                 | S 1.6 | 61 | Aequator Cottages          | Vitto Carbonara Antonio Petruzzi                                 | GRD S74              | 5   |
| 35                 | S 1.6 | 66 | Nord-Ovest                 | Luigi de Angelis Pier-Ugo Prati                                  | AMS 71               | 6   |
| 36                 | S 1.6 | 68 | San Marco                  | Egidio Nicolosi Giulio Dubrini                                   | Chevron B21          | 7   |
| 37                 | S 1.0 | 91 | Nettuno                    | Fernando Spreafico Tiziano Serattini                             | GiPi 1000            | 8   |

1 nicht gestartet
2 Motorschaden im Training
3 Trainingswagen
4 nicht qualifiziert
5 nicht qualifiziert
6 nicht qualifiziert
7 nicht qualifiziert
8 nicht qualifiziert

### Nur in der Meldeliste
Hier finden sich Teams, Fahrer und Fahrzeuge, die ursprünglich für das Rennen gemeldet waren, aber aus den unterschiedlichsten Gründen daran nicht teilnahmen.
| Pos. | Klasse | Nr. | Team             | Fahrer                             | Chassis     |
| ---- | ------ | --- | ---------------- | ---------------------------------- | ----------- |
| 38   | S 3.0  | 8   | Guy Edwards      | Guy Edwards John Lepp              | March 76S   |
| 39   | S 2.0  | 25  | Jolly Club       | Giovanni Anzeloni Vincenzo Cazzago | Osella PA4  |
| 40   | S 2.0  | 26  | Jolly Club       | Giorgio Schön Giuseppe Bianco      | Osella PA4  |
| 41   | S 2.0  | 27  | Jolly Club       | Martino Finotto                    | Lola T294   |
| 42   | S 2.0  | 28  | Jolly Club       | Renzo Zorzi                        | Chevron B23 |
| 43   | S 2.0  | 29  | Jolly Club       | Luigi Colzani                      | Chevron B23 |
| 44   | S 2.0  | 32  | Torino Corse     | Paolo Solinas                      | Osella PA4  |
| 45   | S 2.0  | 36  | Robin Smith      | Robin Smith Richard Jones          | Chevron B26 |
| 46   | S 2.0  | 41  | Giovanni Alberti | Giovanni Alberti Erasmo Bologna    | Chevron B21 |
| 47   | S 1.6  | 65  | San Marco        | Pier-Ugo Prati Luigi de Angelis    | Chevron B21 |
| 48   | S 1.6  | 69  | Lloyd Centauro   | Girolama Caci Giuseppe Oieni       | Chevron B26 |
| 49   | S 1.3  | 75  | Nettuno          | „Shark“ Ferruccio Caliceti         | Osella      |
| 50   | S 1.3  | 77  | Nord-Ovest       | Salvatore Pellegrino               | Lola        |
| 51   | S 1.0  | 90  | San Marco        | Italo Pain                         | Osella PA3  |

### Klassensieger
| Klasse | Fahrer             | Fahrer            | Fahrzeug    | Platzierung im Gesamtklassement |
| ------ | ------------------ | ----------------- | ----------- | ------------------------------- |
| S 3.0  | Jochen Mass        | Jacky Ickx        | Porsche 936 | Gesamtsieg                      |
| S 2.0  | Roby Filannino     | Ermanno Pettiti   | Osella PA4  | Rang 4                          |
| S 1.6  | Arcadio Pezzali    | Giuseppe Ranzolin | Chevron B23 | Rang 11                         |
| S 1.3  | Pasquale Anastasio | Giuseppe Tambone  | Chevron B26 | Rang 14                         |

### Renndaten
- Gemeldet: 51
- Gestartet: 29
- Gewertet: 16
- Rennklassen: 4
- Zuschauer: unbekannt
- Wetter am Renntag: warm und trocken
- Streckenlänge: 5,000 km
- Fahrzeit des Siegerteams: 2:59:57,900 Stunden
- Gesamtrunden des Siegerteams: 100
- Gesamtdistanz des Siegerteams: 500,000 km
- Siegerschnitt: 166,699 km/h
- Pole Position: Jean-Pierre Jarier – Alpine-Renault A442 (#2) – 1:40,230 = 179,587 km/h
- Schnellste Rennrunde: Jean-Pierre Jarier – Alpine-Renault A442 (#2) – 1:42,300 = 175,953 km/h
- Rennserie: 6. Lauf zur Sportwagen-Weltmeisterschaft 1976